# رویداد انقراض تریاس–ژوراسیک

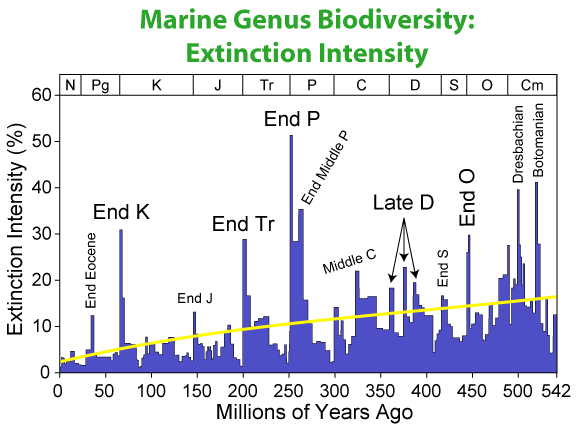
نمودار انقراض تریاس–ژوراسیک

انقراض تریاس–ژوراسیک رویداد نشانه مرز بین تریاس و دوره ژوراسیک است که ۱۹۹٫۶ میلیون سال قبل رخ داده‌است. این یکی از حوادث انقراض دوران پیدازیستی (Phanerozoic) است که عمیقاً زندگی را در خشکی و دریا تحت تأثیر خود قرار داد. ۲۰٪ از کل خانواده‌های دریایی و تمام کروروتارسی‌های بزرگ (به غیر از آرکوسورها)از بین رفتند. بسیاری از دوزیستان بزرگ در این رویداد ناپدید شدند. برخی از تراپسیدها باقی‌ماندند. حداقل نیمی از گونه‌های زیستی که امروزه شناخته شدند در آن رویداد از میان رفتند. این حادثه به دایناسورها اجازه می‌دهد که در دوره ژوراسیک غالب گردند.
انقراض در مدت ۱۰۰۰۰ سال درست قبل از شکستن پانگئا رخ داد.
توضیحات متعددی برای این رویداد پیشنهاد شده‌است، اما همه آن‌ها با چالش‌هایی مواجه‌است از دلایل مورد بحث می‌توان به موارد زیر اشاره داشت:
- تغییرات تدریجی آب و هوایی یا نوسانات سطح دریا در طول اواخر تریاس. با این حال این دلیل انقراض ناگهانی دریایی را توجیه نمی‌کند.
- تأثیر برخورد سیارک. اما تاریخ هیچ دهانه برخوردی با مرز تریاس - ژوراسیک همزمان نیست (نزدیک‌ترین برخورد شهاب سنگی از لحاظ زمانی شهاب سنگی است که ۱۲ میلیون سال قبل از انقراض در ایسلند به زمین برخورد کرد)
- فوران‌های عظیم آتشفشانی، به‌طور خاص سیل بازالتی ماگما ناحیه مرکزی اقیانوس اطلس، که با آزاد کردن مقدار زیادی دی‌اکسید کربن یا دی‌اکسید گوگرد و ذرات معلق می‌تواند باعث سرد شدن یا گرم شدن ناگهانی زمین شود.